# Fugleøya
Fugleøya est une île norvégienne dans le comté de Hordaland. Elle appartient administrativement à Austevoll.

## Géographie
Rocheuse et désertique, elle s'étend sur environ 1,522 km de longueur pour une largeur approximative de 1,024 km.